# Loppmarknadsarkeologerna
Loppmarknadsarkeologerna är ett radioprogram som sänts i Sveriges Radio P1 under 2016, 2017 och 2018. Programmet handlar om historierna bakom vanligt förekommande föremål på loppmarknader i Sverige. Programmen är cirka 10 minuter långa. År 2016 producerades 12 avsnitt av serien. Det första sändes 23 januari 2016. Journalisterna Tommie Jönsson och Maja Åström är programledare och reportrar. Programmet görs av produktionsbolaget Rundfunk Media AB på uppdrag av Sveriges Radio. Vinjettmusiken till Loppmarknadsarkeologerna är en version av låten "Quiet Village" inspelad av Martin Denny.